# Marsza Matrúh-i nemzetközi repülőtér
A Marsza Matrúh-i nemzetközi repülőtér (IATA: MUH, ICAO: HEMM) (arabul: مطار مرسى مطروح الدولي) az egyiptomi Marsza Matrúh nemzetközi repülőtere. 2011-ben 99 515 utas használta (13,7%-os visszaesés 2010-hez képest). Itt található a Marsza Matrúh VOR-DME állomás (MMA).
A Marsza Matrúh-i légibázis (amely valószínűleg a polgári repülőtérrel egy helyen található) a 102. 
repülődandár bázisa; a 26. század F-7 és FT-7 gépekkel, a 82. század Mirage 2000BM és 2000EM gépekkel repül.

## Légitársaságok és úti célok
| Légitársaság                          | Célállomások                                                         |
| ------------------------------------- | -------------------------------------------------------------------- |
| EgyptAir üzemeltető: EgyptAir Express | Szezonális: Kairó                                                    |
| Petroleum Air Services                | Charter: Kairó                                                       |
| Neos                                  | Szezonális charter: Bergamo, Milánó-Malpensa, Róma-Fiumicino, Verona |

## Forgalom
Az utasforgalom az elmúlt években az alábbi módon változott:
| Utasok száma | 10 773 | 13 685 | 16 183 | 19 285 | 50 074 | 115 297 | 57 041 | 2377 | 42 741 | 32 250 |
|              | 1995   | 1998   | 2001   | 2004   | 2007   | 2010    | 2013   | 2016 | 2019   | 2022   |

## További hivatkozások
- Egyiptom repülőtereinek listája

## Fordítás
- Ez a szócikk részben vagy egészben  a   Marsa Matruh International Airport című angol Wikipédia-szócikk ezen változatának fordításán alapul.  Az eredeti cikk szerkesztőit annak laptörténete sorolja fel. Ez a jelzés csupán a megfogalmazás eredetét és a szerzői jogokat jelzi, nem szolgál a cikkben szereplő információk forrásmegjelöléseként.